# 23854 Рікшаффер
23854 Рікшаффер (23854 Rickschaffer) — астероїд головного поясу, відкритий 14 вересня 1998 року.
Тіссеранів параметр щодо Юпітера — 3,516.